# Национална авангарда (Италија)
Национална авангарда је назив који је коришћен за најмање две неофашистичке и неонацистичке групе у Италији.

## Оригинална група
Оригинална Национална авангарда била је ванпарламентарни покрет који је настао као отцепљена група од Италијански социјални покрет (MSI) коју је 1960. године основао Стефано Деле Кјаје, првобитно заснована око групе младих које је влада регрутовала да разбијају левичарске скупове. Авангарда је одбацила парламентарни пут Социјалног покрета, преферирајући рад ван политичког система како би подривала демократију и довела до повратка фашизму. Летак који је произвела група описивао их је као присталице „човек-на-човека сукоба“ у којима су њихови чланови били подстицани да буду што је могуће немилосрднији.
Чланови покрета често су били оптуживани као терористи и тврдило се да је Деле Кјаје имао везе са производњом бомби у Шпанији. Група је такође имала блиске везе са Ордине Нуово и другим екстремистичким групама. Винченцо Винчигвера био је озлоглашени члан групе. Група је сматрана одговорном за серију бомбашких напада у Италији 1969. године, од којих је најпознатији био напад на Пјаца Фонтана. Група је такође имала водећу улогу у неуспелом покушају државног удара који је предводио Џунио Валерио Боргезе наредне године.
Авангарда Национале се такође оптужује за организовање атентата на италијанског судију Виторио Окорсио, наводно користећи оружје које је ЦИА испоручила преко својих контаката у Франкистичкој Шпанији, иако не постоје чврсти докази који би поткрепили ову тврдњу. За убиство је Пјерлуиђи Конкутели, који у то време није био члан Авангарда Национале, служио доживотну казну у Италији. Члан Авангарда Национале Марио Ричи учествовао је у атентату 1978. године на Аргала, етару који је пет година раније учествовао у атентату на премијера Франсиска Франка, Луиса Карера Бланка.

## Друга група
Друга група са овим именом основана је 1970. године од стране Адријана Тилгера, али је овај покрет забранила италијанска влада, која га је видела као покушај обнављања Националне фашистичке партије.